# Jeremy Stewart
Jeremy Stewart (Baton Rouge, 17 febbraio 1989) è un giocatore di football americano statunitense che gioca nel ruolo di running back per gli Oakland Raiders della National Football League (NFL). Al college giocò a football alla Stanford University.

## Carriera professionistica

### Philadelphia Eagles
Stewart firmò il 29 aprile 2012 come free agent coi Philadelphia Eagles, dopo non esser stato scelto al draft NFL 2012. Il 6 agosto venne svincolato.

### New York Jets
Due giorni dopo firmò un contratto di 3 anni per 1,44 milioni di dollari, ma il 27 agosto prima della stagione regolare venne svincolato.

### Oakland Raiders
Il 2 settembre firmò un contratto di un anno per 390.000$ con la squadra di allenamento dei Raiders. Il 10 novembre venne promosso in prima squadra a causa degli infortuni accorsi ai compagni di squadra Darren McFadden e Mike Goodson. Debuttò come professionista l'11 novembre contro i Baltimore Ravens. Chiuse la stagione da rookie giocando 4 partite totalizzando 25 corse per 101 yard e 8 ricezioni per 62 yard.
Il 15 aprile 2013 rifirmò per un altro anno per 480.000$. Nella settimana 4 contro i Washington Redskins recuperò un punt bloccato dal compagno di squadra Rashad Jennings, nella endzone avversaria convertendolo in touchdown. Nella settimana 9 contro i Philadelphia Eagles fece un TD di 2 yard su corsa. Nella settimana 12 contro i Tennessee Titans nel secondo quarto bloccò un importante punt sulle 37 yard avversarie. Terminò giocando 13 partite totalizzando 2 corse per 2 yard con un TD e 2 ricezioni per 6 yard.
Il 3 aprile 2014 firmò per un anno per 570.000$

## Vittorie e premi
Nessuno

## Statistiche
| Partite totali         | 17  |
| Partite da titolare    | 0   |
| Yard su corsa          | 103 |
| Touchdown su corsa     | 1   |
| Yard su ricezione      | 68  |
| Touchdown su ricezione | 0   |
| Fumble persi           | 0   |

Statistiche aggiornate alla stagione 2013